# Muse Hassan Sheikh Sayid Abdulle
Muse Hassan Sheikh Abdulle (en somalí: Muuse Xasan Sheekh Cabdulle, en árabe: موسى حسن الشيخ سعيد عبد الله‎), también conocido como Musa Hassan Abdulle, es un político y militar somalí. De forma provisional ocupó la presidencia de Somalia y la presidencia del Parlamento Federal en agosto de 2012. Desde 2013 es embajador en Italia.

## Biografía
Es oriundo del clan Darod.

### Carrera militar
Fue miembro del ejército nacional somalí. Fue uno de los primeros tres cadetes somalíes en graduarse de la Academia Militar de Módena, en el norte de Italia. En 1985, recibió una beca para asistir a la Universidad Nacional de Defensa en Washington D. C. Se graduó de la institución el año siguiente. Luego regresó a su país, y fue elevado al rango de general de brigada en las Fuerzas Armadas de Somalia.

### Carrera política

#### Presidente provisional
Tras el final del mandato del Gobierno Federal de Transición (GFT) el 20 de agosto de 2012 y el inicio concurrente del Gobierno Federal de Somalia, Abdulle, como el legislador de mayor edad, fue nombrado presidente provisional del nuevo Parlamento Federal durante su sesión inaugural celebrada en el Aeropuerto Internacional Aden Adde en Mogadiscio. También fue nombrado presidente interino en la misma ceremonia, donde además juramentaron muchos diputados. La votación para un nuevo presidente del Parlamento se celebró el 28 de agosto de 2012, siendo electo el exministro de Transporte y Ministro de Trabajo y Deportes, Mohamed Osman Jawari.
El 30 de agosto de 2012, el Parlamento Federal convocó y aprobó por unanimidad la creación de un comité encargado de supervisar las elecciones presidenciales. En la sesión parlamentaria presidida por el nuevo presidente Jawari, se nombraron 15 miembros del parlamento y se nombró a Abdulle como presidente de la comisión. La votación se llevó a cabo finalmente el 1 de septiembre de 2012, siendo Hassan Sheikh Mohamud elegido como el nuevo presidente de Somalia.

#### Embajador
El 20 de junio de 2013, el gabinete lo designó como embajador en Italia.